# Manuel Machuca
Manuel Machuca Berríos (1924-1985, Chile) fue un futbolista chileno, ex seleccionado nacional y jugador de Colo-Colo. Jugó de lateral izquierdo. 

## Trayectoria
Destacó en Colo-Colo entre los años 1946 y 1951, jugaba en el Deportivo Los Bohemios, equipo de penecas que competía en el estadio Militar desde donde fue llevado al club albo a los 12 años para transitar por todas las divisiones albas :  tercera, segunda y primera infantil;  juvenil, cuarta especial, segunda profesional, y después de 10 años, con 22 años de edad, en 1946 debutar en primera división.
En los registros de su debut se detallan sus principales características, que indican: era rápido, recio sin llegar a los excesos, decidido, dúctil, maneja indistintamente las dos piernas, ágil, duro y valiente.
Sus restos mortales descansan, desde el 27 de febrero de 1985, en el Mausoleo de los Viejos Cracks de Colo-Colo.

## Selección nacional
Fue internacional con la Selección de Chile entre los años 1947 y 1950, jugó 24 partidos.

### Participaciones en Copas del Mundo
| Mundial                        | Sede   | Resultado     |
| ------------------------------ | ------ | ------------- |
| Copa Mundial de Fútbol de 1950 | Brasil | Primera fase. |

## Clubes
| Club        | País  | Año       |
| ----------- | ----- | --------- |
| Colo-Colo   | Chile | 1946-1951 |
| Green Cross | Chile | 1952      |

## Palmarés

### Campeonatos nacionales
| Título                    | Club      | País  | Año  |
| ------------------------- | --------- | ----- | ---- |
| Primera División de Chile | Colo-Colo | Chile | 1947 |